# Nat+c
Nat+c – zbiór prostych ustaleń licytacyjnych używanych przy grze w brydża na serwisie Kurnik.pl. Charakteryzuje się przygotowawczą (lub wieloznaczną) odzywką 1♣ z odpowiedzią negatywną 1♦. Nie jest to pełnoprawny system licytacyjny. Zawiera podstawowe ustalenia nt. otwarć i odpowiedzi, które bardzo często są sprzeczne z teorią licytacji.

## Otwarcia
Otwarcia w Nat+c są następujące: 
1♣️️ - 12+PC, skład dowolny. 
1♦️/♥️️/♠️️ - 12-18 PC, 5+ kart. 
1BA - 16-18 lub 15-17 PC, skład zrównoważony. 
2♣️️/♦️/♥️️/♠️️ - tzw. silne dwa. 19+PC i piątka w zalicytowanym kolorze. 
2BA - skład zrównoważony, silna ręka, nie ma górnego limitu, a zatem forsuje.  
3♣️️/♦️/♥️️/♠️️ - słaba ręka, co najmniej 7 kart w kolorze.

## Odpowiedzi
Odpowiedzią negatywną na 1♣️️ jest 1♦️. Zalicytowanie nowego koloru zwykle oznacza piątkę w tym kolorze. Odpowiedzią negatywną na otwarcie 2 w kolor jest 2BA. Odpowiedzią negatywną na otwarcie 2BA jest 3♣️️. Powszechne jest wykonywanie przeskoków w nowy kolor od 11 PC. Podniesienie koloru partnera z przeskokiem oznacza 11+ PC i nie jest limitowane górą.

## Krytyka
Nat+c nie jest pełnoprawnym systemem licytacyjnym, gdyż zawiera szczątkowe ustalenia, z których wiele jest sprzecznych z teorią licytacji. W szczególności:
1) Wbrew nazwie nie jest to licytacja naturalna. Według klasyfikacji Światowej Federacji Brydża systemy naturalne to takie, w których otwarcie 1♣️️ obiecuje co najmniej 3 karty w treflach i nie forsuje.  
2) Brak ustaleń co do drugiego i kolejnych okrążeń licytacji.
3) Szczątkowe zasady forsingu. 
4) Zwykle archaiczny zakres 16-18 PC na otwarcie 1BA zamiast nowoczesnego 15-17.
5) Archaiczne otwarcie silne dwa. 
6) Forsujące otwarcie 2BA, które nie limituje siły uniemożliwiające zrobienie bilansu i zatrzymanie się na poziomie 2BA. W przypadku układu zrównoważonego uniemożliwia ono zatrzymanie się poniżej poziomu 3BA. Rozwiązaniem jest otwieranie 2BA z limitem siły np. 20-22 PC i otwieranie silniejszych rąk 1♣️️.
7) Otwarcie 1♦️ z piątki powoduje, że otwarcie 1♣️️ jest przeładowane. Rozwiązaniem jest otwieranie 1♦️ z czwórki. 
8) Pokazywanie tylko kolorów pięciokartowych przez odpowiadającego jest sprzeczne z ogólnie przyjętymi zasadami licytacji. Najczęściej występującym fitem w brydżu jest fit 4-4, dlatego bardzo ważne jest pokazanie przez odpowiadającego starszej czwórki na wysokości 1. Jest to tzw. preferencja starszych czwórek.
9) Nielimitowane podniesienie koloru partnera z przeskokiem (np. 1♥️️-3♥️️) co uniemożliwia zrobienie bilansu. 
10) Robienie przeskoków w nowy kolor z 11 PC jest sprzeczne z teorią licytacji. Przeskok w nowy kolor robi się, zależnie od ustaleń, albo z ręką bardzo silną (16+), albo bardzo słabą, ale długim kolorem (analogicznie do tzw. słabego dwa). Przeskoki w nowy kolor z 11+ PC są nieekonomiczne i zabierają bardzo dużo miejsca w licytacji. 
11) Ponieważ mając 11+ PC wykonuje się przeskok, to zalicytowanie nowego koloru bez przeskoku jest de facto limitowane górą i w związku z tym nie forsuje. Jest to sprzeczne z zasadami nowoczesnej licytacji. We współczesnych systemach licytacyjnych zalicytowanie nowego koloru nie jest limitowane górą, a zatem forsuje (chyba że się przedtem pasowało). Takie podejście pozostawia dużo przestrzeni licytacyjnej. 
12) Brak ustaleń co do stosowania Staymana i transferów po BA.
13) Brak ustaleń co do wistów i zrzutek.